# 岡野龍一

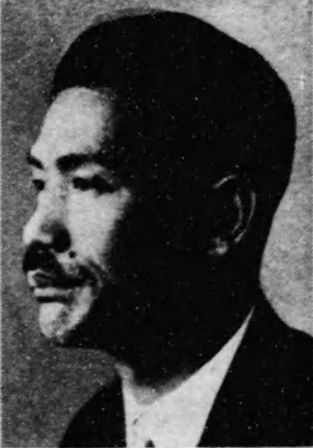
岡野龍一

岡野 龍一（竜一、おかの りゅういち、1893年（明治26年）7月5日 – 1965年（昭和40年）8月9日）は、日本の出版事業者、著作家、政治家。衆議院議員。「大正の高山彦九郎」と呼ばれた。

## 経歴
広島県広島市で岡野音吉の二男として生まれる。1923年（大正12年）に分家した。大正末期に九州で普選運動に尽力して「大正の高山彦九郎」と呼ばれ、福岡県で遊説中の中野正剛と出会って意気投合し、中野の協力者となった。
雑誌『日本及日本人』の記者となる。我観社の理事となり経営に参画し、また、日本講演通信社社長を務め、図書出版社・良山閣を設立して経営を行った。その他、全国教育図書協会顧問、石門心学会評議員などを務めた。
1926年（大正15年）10月の補欠選挙（第15回総選挙福岡県第10区）に吉田磯吉、中野正剛の推薦を受けて出馬したが、山内確三郎に敗れた。1930年（昭和5年）2月の第17回衆議院議員総選挙に立憲民政党公認で福岡県第3区から出馬して当選。
1931年（昭和6年）には安達謙蔵らとともに民政党を離党して国民同盟結成に参画。
1937年（昭和12年）4月の第20回総選挙で再選され、衆議院議員を通算2期務めた。この間、国民同盟の勢力拡張に尽力した。その後、大政翼賛会東亜局庶務部副部長、同部長、組織変更により興亜局庶務部長を歴任した。1942年（昭和17年）の第21回衆議院議員総選挙では大政翼賛会の推薦を受けたが落選した。
戦後、翼賛議員の経歴により公職追放となった。

## 著作
- 『陸軍は満洲問題をどう見るか』日本講演通信社、1934年。
- 『実地踏査を語る 北支問題早わかり : 軍部はどう動く?』日本講演通信社、1935年。
- 『準戦時体制と国民生活』日本講演通信社、1937年。
- 『少年少女就職の心得 : 父兄に告ぐ』日本講演通信社、1937年。
- 『爆発の北支を現地に見る』日本講演通信社、1937年。
- 『戦時食糧政策其の他に付き拓務、農林、大蔵、陸軍各大臣に問ふ』桧垣清人、1939年。
- 『爆発の北支を現地に見る』日本講演通信社、1939年。
- 『海南島現地報告』日本講演通信社、1939年。

編著
- 編『中野正剛対露支論策集』我観社、1926年。
- 編『八聖殿講演集 第2輯』日本講演通信社、1935年。
- 編『八聖殿講演集 第３輯』日本講演通信社、1936年。